# Hijas de la luna
Hijas de la luna (Filles de la lune) est une telenovela mexicaine diffusée entre le 19 février et le 10 juin 2018 sur Las Estrellas.

## Synopsis
C’est l’histoire de quatre sœurs nées la même année et conçues par le même père; Juana Victoria, Juana Inés, Juana Soledad et Juana Bárbara.

## Distribution
- Michelle Renaud : Victoria Ramírez
- Danilo Carrera : Sebastián Oropeza
- Jade Fraser : Soledad Oropeza
- Geraldine Galván : Inés Bautista
- Lore Graniewicz : Bárbara Treviño
- Omar Fierro :  Don Juan Oropeza
- Alexis Ayala : Don Darío Iriarte
- Mario Morán : Mauricio San Roman
- Cynthia Klitbo : Leonora Ruiz de Oropeza
- Mariluz Bermúdez : Estefanía Iriarte San Román
- Gonzalo Peña : Fernando Ruiz Melgarejo
- Jonathan Becerra : Octavio Sánchez
- Eugenia Cauduro : Teresa Pérez
- Arcelia Ramírez : Margarita Treviño
- Marco Uriel : Xavier Oropeza Delgado
- Miguel Martínez : Egidio «Todoelmundo»
- Jorge Gallegos : Raymundo
- Héctor Ortega : Padre Camilo
- José María Nieto : Edmundo «Mundito»
- Francisco Gattorno : Alberto Centeno Torres
- Isaura Espinoza : mère supérieure
- Maricarmen Vela : Maité
- Alejandra Barros : Rosaura Nieto
- Ricardo Franco : Genaro Roldán
- Bea Ranero : Adela
- Sergio Acosta : Ernesto Cifuentes
- Álvaro Sagone : Ricardo
- Archie Lafranco : Jerome Frankfurt
- Christian Almeyda : Rubén
- Nora Salinas : Esmeralda Landeros
- Harry Geithner : Gustavo Reina «El Divo»
- Mundo Siller : détective
- Héctor Cruz : Chofer de Darío
- América Gabriel : Ingrid Montalvo
- Roger Cudney : Michael Coleman
- Catherine Castro : Leonora Ruiz de Oropeza (joven)
- Alberto R. Ruiz : Juan Oropeza Delgado (joven)
- Espinoza Paz : le même
- Silvia Lomelí : María
- Laureano Brizuela : le même
- Jackie Sauza : Carla Vásquez
- Mariana Juárez : elle-même
- Fernando Robles : police
- La Original Banda El Limón : Ellos mismos
- César Valdivia : agent

## Diffusion
- Las Estrellas (2018)

## Autres versions
- Las Juanas (RCN Televisión, 1997)
- Las Juanas (TV Azteca, 2004)
- La marca del deseo (RCN Televisión, 2008)

### Sources
- (es) Cet article est partiellement ou en totalité issu de l’article de Wikipédia en espagnol intitulé « Hijas de la luna » (voir la liste des auteurs).